# Жорже Короаду
Жорже Короаду (порт. Jorge Coroado, 23 березня 1956, Оейраш) — португальський футбольний арбітр, арбітр ФІФА з 1991 по 2001 роки.

## Кар'єра
У 1975 році він почав свою кар'єру в суддівстві, яка тривала до 2001 року, при цьому останні одинадцять років він був арбітром ФІФА. Він судив зокрема два півфінали Кубка володарів кубів, один фінал Турніру в Тулоні і один фінал Кубка Далласа.
По завершенні суддівської кар'єри працював у Португальській футбольній федерації та був почесним членом Лісабонської футбольної асоціації. Також він був віце-президентом футбольного клубу «Белененсеш» в сезонах 2007/08 та 2008/09, а також недовго президентом, після відставки у вересні 2008 року тодішнього президента клубу Фернанду Секейри.
Також працював журналістом у сфері суддівства футболу.